# Hans Walz
Hans Walz (ur. 21 marca 1883 w Stuttgarcie, zm. 23 kwietnia 1974) – niemiecki przedsiębiorca, w latach 1926–1963 dyrektor Robert Bosch GmbH, odznaczony medalem Sprawiedliwy wśród Narodów Świata.

## Życiorys
Wraz z Robertem Boschem dołączył w 1929 do Verein zur Abwehr des Antisemitismus, organizacji założonej przez nie-Żydów w celu zwalczania antysemityzmu. Pod koniec lat 30. XX wieku, gdy Walz zdał sobie sprawę z daremności angażowania się w otwartą działalność polityczną w ramach systemu totalitarnego poświęcił się tajnej działalności na rzecz prześladowanych Żydów. Utrzymywał w tym czasie kontakty z Leo Baeckiem i Carlem Goerdelerem.
Pomiędzy 1938 a 1940 Walz przeznaczył setki tysięcy marek na rzecz wykupu żydowskich więźniów z obozów koncentracyjnych i przerzucania ich przez granicę. Był członkiem Freundeskreis der Wirtschaft.
Podczas wojny stał się celem wewnętrznego śledztwa SS ze względu na jego przyjazne nastawienie do Żydów. Z powodu braku niepodważalnych dowodów zostało ono zawieszone na czas wojny.
W 1953 roku odznaczony został odznaczony Krzyżem Wielkim Orderu Zasługi Republiki Federalnej Niemiec.
2 stycznia 1969 r. Jad Waszem uznał Hansa Walza za Sprawiedliwego wśród Narodów Świata.